# Heteromys desmarestianus
Heteromys desmarestianus је врста глодара из породице кенгур-пацова (Heteromyidae).

## Распрострањење
Ареал врсте покрива средњи број држава. 
Врста је присутна у Мексику, Колумбији, Панами, Никарагви, Костарици, Гватемали, Хондурасу, Салвадору и Белизеу.

## Станиште
Станиште врсте су шуме до 2.400 метара надморске висине.

## Угроженост
Ова врста није угрожена, и наведена је као последња брига јер има широко распрострањење.